# 蝦子紮蹄
蝦子紮蹄也作蝦子扎蹄，是香港的一種小吃，為素紮蹄的變奏，而素紮蹄是指用布將浸軟的腐竹捲條狀（跟捲壽司類同），捲好後要用繩紮實，然後再蒸熟腐竹，切片進食。素紮蹄味道清淡，但相當有口感。後來有人在腐竹之間加入蝦子，吃的時候便有蝦子的鮮香，又帶點鹹味。
蝦子紮蹄以香港中環陳意齋至為出名。